# Військово-морський коледж старшинського складу (АВМС)

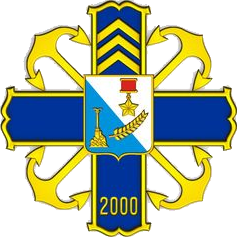
Нагрудний знак

Військовий коледж сержантського складу Академії військово-морських сил імені П. С. Нахімова — навчальний заклад І — ІІ рівнів акредитації, створений на базі  Академії військово-морських сил імені П. С. Нахімова у 2000 році.

## Історія
Створений 3 липня 2000 постановою КМ України № 1057 при Севастопольському військово-морському інституті.
Розформований разом із академією в 2014 році після анексії Криму Росією.